# Кахаров Абдулахад Кахарович
Абдулахад Кахарович Кахаров (нар. 17 квітня 1913, місто Канібадам Ходжентського повіту Самаркандської області, тепер Согдійської області, Таджикистан — 12 лютого 1984, місто Душанбе, Таджикистан) — радянський таджицький державний діяч, Голова Ради Міністрів і міністр закордонних справ Таджицької РСР. Член Бюро ЦК КП Таджикистану. Кандидат у члени ЦК КПРС у 1961—1976 роках. Депутат Верховної Ради Таджицької РСР 2—9-го скликань. Депутат Верховної Ради СРСР 5—8-го скликань.

## Життєпис
Народився в родині робітника.
У 1930—1931 роках — інспектор Кокандського окружного відділу праці, завідувач секції біржі праці в місті Коканді.
У 1931—1932 роках — голова Канібадамського групового (районного) комітету профспілки будівельників. У 1932—1933 роках — голова заводського комітету Канібадамського фруктового заводу. У 1933—1935 роках — голова Канібадамської районної ради профспілок Таджицької РСР.
У 1935—1936 роках — секретар Пенджікентского районного комітету ЛКСМ Таджикистану.
У 1936—1937 роках — керуючий Пенджікентского районного відділення «Таджиктранс».
У 1937—1939 роках — заступник голови виконавчого комітету Пенджікентскої районної ради депутатів трудящих Таджицької РСР.
Член ВКП(б) з 1939 року.
У 1939—1942 роках — завідувач відділу пропаганди і агітації Пенджікентского районного комітету КП(б) Таджикистану.
У лютому — жовтні 1942 року — в Червоній армії: комісар стрілецького батальйону 99-ї особливої стрілецької бригади в місті Ленінабаді Таджицької РСР.
У 1942—1943 роках — заступник завідувача відділу пропаганди і агітації Ленінабадського обласного комітету КП(б) Таджикистану.
У 1943—1944 роках — 1-й секретар Колхозчієнського районного комітету КП(б) Таджикистану Ленінабадської області.
У 1944—1947 роках — 1-й секретар Науського районного комітету КП(б) Таджикистану Ленінабадської області.
У 1947—1950 роках — 3-й секретар Ленінабадського обласного комітету КП(б) Таджикистану.
У 1950—1954 роках — 2-й секретар Ленінабадського обласного комітету КП(б) Таджикистану.
У 1954 закінчив заочно Ленінабадський педагогічний інститут імені Кірова.
У лютому 1954 — жовтні 1955 року — голова виконавчого комітету Ленінабадської обласної ради депутатів трудящих Таджицької РСР.
У 1955—1956 роках — слухач річних курсів перепідготовки при ЦК КПРС.
У 1956—1958 роках — заступник голови Ради міністрів Таджицької РСР.
Одночасно у 1957 — квітні 1961 року — голова Держплану Ради міністрів Таджицької РСР.
13 квітня 1961 — 20 липня 1973 року — Голова Ради Міністрів Таджицької РСР.
Одночасно 13 квітня 1961 — 20 липня 1973 року — міністр закордонних справ Таджицької РСР.
З липня 1973 року — персональний пенсіонер союзного значення в місті Душанбе.
У 1974 — 12 лютого 1984 року — начальник Архівного управління Ради міністрів Таджицької РСР.
Помер 12 лютого 1984 року від серцевого нападу в місті Душанбе.

## Нагороди
- три ордени Леніна
- орден Жовтневої Революції
- три ордени Трудового Червоного Прапора
- орден Вітчизняної війни І ст.
- орден Вітчизняної війни ІІ ст.
- медалі
- Заслужений працівник культури Таджицької РСР (1983)